# Яшельча
 Яшельча  — деревня в Камско-Устьинском районе Татарстана. Входит в состав Малосалтыковского сельского поселения.

## География
Находится в западной части Татарстана на расстоянии приблизительно 9 км на север-северо-запад по прямой от районного центра поселка Камское Устье на берегу Куйбышевского водохранилища.

## История
Основан в 1932 году переселенцами из села Малые Салтыки.

## Население
Постоянных жителей насчитывалось в 1938—140, в 1949—147, в 1958—129, в 1970—120, в 1979 — 73, в 1989 — 65. Постоянное население составляло 53 человека (татары 100 %) в 2002 году, 54 в 2010.